# Getter
Artikeln handlar om släktet getter, för get som husdjur, se tamget.
Getter (Capra) är ett släkte idisslare besläktade med får. Släktet omfattar sex till åtta arter, beroende på auktoritet. Vilda getter förekommer huvudsakligen i klippiga områden i Eurasien och norra Afrika. Honan kallas get, hanen bock eller, något ålderdomligt getabock, och ungen för kid eller killing.
Capra är ett av de latinska orden för get.

## Anatomi
Det fullvuxna djuret når en kroppslängd (huvud och bål) på 100–180 cm och en mankhöjd på 65–110 cm. Svansen är 8 till 20 cm lång. Honorna är mindre än hanarna och väger i snitt 40-50% mindre. Vissa honor av arten vildget kan väga så lite som 25 kg medan stora hannar i släktet kan nå en vikt upp till 110 kg. Honorna är vanligen inte tyngre än 55 kg. De nämnda måtten gäller inte avlade dvärgformer av tamgeten. Båda könen bär horn som hos hannar ofta bildar en stor bakåtlöpande båge. Honornas horn är bara något bakåtböjda. längden på hanarnas horn varierar från 500 till 1 600 mm medan honornas är 150 till 380 mm långa. Geten har raggig päls som för det mesta skiftar i grå, vita, svarta och bruna nyanser. Hanen har ofta hakskägg och luktar starkt från analkörtlarna.
Getens skelett är mycket likt fårets, faktiskt så likt att det är svårt att enbart med ledning av ett ben bestämma om det härstammar från ett får eller en get. I arkeologisk facktext används därför ibland benämningen får/get.
Getternas horn är hoptryckta från sidorna och antingen bakåtsvängda eller spiralvridna. Klövkörtlar saknas eller finns bara på de främre extremiteterna. Tårgrop saknas och på kraniet finns en öppning mellan näs-, tår-, pann- och överkäksbenen. Honorna har två eller fyra spenar.

## Utbredning och habitat
Arterna ursprungliga levnadsområde sträckte sig över stora delar av Central- och Sydeuropa, Sydväst- och Centralasien samt norra Afrika. På grund av jakt och förstöring av naturen är vilda getter utdöd i vissa regioner av det ursprungliga levnadsområdet. Å andra sidan infördes tamgeten och idag finns större populationer av förvildade tamgetter. Habitatet utgörs främst av klippiga bergsområden och i Asien förekommer vissa getter 6 000 meter över havet. Några arter lever även i halvöknar eller stäpper.

## Ekologi
Getter är vanligen aktiva tidigt på morgonen eller sent på kvällen. I svala regioner eller under kalla årstider är de ofta aktiva mitt på dagen. Honor och deras ungar lever ofta i grupper. Hannar lever ensam eller bildar egna grupper av individer som inte är könsmogna. Under parningstiden träffas hannar och honor tillsammans och hannarna strider för rätten att para sig.
Alla getter är växtätare som främst har gräs och örter som föda.

## Getter och människan
Domesticeringen av tamgeten påbörjades redan för 8 000 till 9 000 år sedan (möjligtvis tidigare). På så sätt tillhör tamgeten de äldsta husdjuren. De flesta vilda arterna blev däremot jagade och hotade. Jakten utförs för köttets och hornens skull. De senare betraktas som troféer. Etiopisk stenbock listas av IUCN som akut hotad och flera andra arter har en mindre kritisk hotstatus. Några underarter som Capra pyrenaica pyrenaica är redan utdöda.

## Systematik
Enligt Wilson & Reeder (2005) omfattar släktet åtta arter varav tre delas upp i underarter. Avhandlingen är inte uppdaterad utifrån ICZN:s indelning från 2003, som slår fast att Capra aegagrus är det rätta vetenskapliga namnet för vildget. Dessutom betraktar verket från 2005 den iberiska stenbocken som en monotypisk art medan IUCN (2008) skiljer mellan fyra underarter varav två är utdöda. Följande lista bygger på Wilson & Reeder, 2005 med ICZN:s uppdateringar:
- Vildget (Capra aegagrus), västra Asien
  - Capra aegagrus aegagrus
  - Capra aegagrus chialtanensis
  - Capra aegagrus cretica
  - Tamget (Capra aegagrus hircus)
  - Capra aegagrus jourensis
  - Capra aegagrus picta
- Capra caucasica
  - Västkaukasisk stenbock (Capra caucasica caucasica)
  - Östkaukasisk stenbock (Capra caucasica cylindricornis)
  - Capra caucasica severtzovi
- Skruvhornsget (Capra falconeri)
  - Capra falconeri falconeri, Indien och Pakistan)
  - Capra falconeri heptneri, Tadzjikistan och Uzbekistan)
  - Capra falconeri megaceros, Afghanistan, C. f. jerdoni sannolikt identisk med C. f. h.
- Stenbock eller Alpstenbock (Capra ibex)
- Nubisk stenbock (Capra nubiana)
- Iberisk stenbock eller spansk stenbock (Capra pyrenaica)
  - Capra pyrenaica hispanica
  - Capra pyrenaica lusitanica (utdöd)
  - Capra pyrenaica pyrenaica (utdöd)
  - Capra pyrenaica victoriae
- Sibirisk stenbock (Capra sibirica), centrala Asien
- Etiopisk stenbock (Capra walie)

Enligt en nyare genetisk studie bör minst två av underarterna av Capra caucasica klassificeras som självständiga arter. De länkade artiklarna följer redan denna indelning.